# Єршов Іван Дмитрович
Іван Дмитрович Єршов (нар. 1921, тепер Лівенського району Орловської області, Російська Федерація — пом. 1995, місто Москва) — радянський військовий діяч, начальник штабу — 1-й заступник командувача військами Київського військового округу, генерал-полковник. Депутат Верховної Ради УРСР 9-го скликання. Член Президії Верховної Ради УРСР 9-го скликання.

## Біографія
У Червоній Армії з 1938 року, призваний Лівенським районним військовим комісаріатом Орловської області.
У 1939 році закінчив Київське піхотне училище.
У 1939 — 1940 р. — командир кулеметної роти, у 1940 — командир стрілецького взводу. Учасник радянсько-фінської війни 1939—1940 років.
У 1940 — 1941 р. — командир взводу, командир роти курсантів піхотного училища.
Учасник радянсько-німецької війни. З 1942 — начальник штаба стрілецького полку. У 1942 — 1946 р. — помічник начальника 1-го оперативного відділення штабу 173-ї стрілецької дивізії.
Член ВКП(б) з 1943 року.
У 1946 — 1948 р. — начальник 1-го відділення штабу окремої стрілецької бригади.
У 1951 році закінчив військову академію імені Фрунзе.
У 1951 — 1955 р. — начальник штабу — заступник командира стрілецької дивізії 1-го стрілецького корпусу Туркестанського військового округу.
У 1957 році закінчив Військову академію Генерального штабу Збройних Сил СРСР.
У 1957 — 1960 р. — начальник штабу армійського корпусу Одеського військового округу. У 1960 р. — начальник штабу армії.
У 1960 — 1967 р. — начальник оперативного управління — заступник начальника штабу Московського військового округу.
У 1967 — 1969 р. — начальник оперативного управління Головного штабу Сухопутних військ СРСР. У 1969 — 1970 р. — начальник оперативного управління — заступник начальника Головного штабу Сухопутних військ СРСР.
У березні 1970 — червні 1977 р. — начальник штабу — 1-й заступник командувача військами Червонопрапорного Київського військового округу.
У 1977 — 1982 р. — начальник штабу Цивільної оборони СРСР — 1-й заступник начальника Цивільної оборони СРСР.
У 1982 — звільнений у запас. Проживав у Москві.
Дочка Тетяна одружена з дисидентом Едуардом Лозанським.

## Звання
- генерал-майор
- генерал-лейтенант
- генерал-полковник (1977)

## Нагороди
- чотири ордени Червоного Прапора
- орден Трудового Червоного Прапора
- орден Червоної Зірки
- три ордени Вітчизняної війни 1-го ст.
- медалі